# U.S. Robotics
U.S. Robotics (acronimo USR) è una società del Gruppo Platinum Equity. Fondata nel 1976 a Schaumburg (Illinois), è uno dei maggiori produttori di apparecchiature per il networking, come modem, router, produce tecnologie per le reti via cavo e per quelle wireless. La società inoltre si occupa di sicurezza su Internet mediante dispositivi dedicati e rivolti alle piccole medie imprese agli utenti privati e ai SOHO. La società divenne nota per lo sviluppo di modem per computer di fascia alta e per lo sviluppo dello protocollo proprietario X2 che si contese con il protocollo K56flex il settore dei modem prima dell'approvazione dello standard V.90.
Il nome dell'azienda, U.S. Robotics, è un tributo allo scrittore e divulgatore scientifico Isaac Asimov. Il nome della società deriva dalla società fittizia U.S. Robots and Mechanical Men spesso abbreviata come U.S. Robotics che nei romanzi di Asimov si occupa dello sviluppo e produzione di robot basati su cervelli positronici.
La società è stata acquisita successivamente da 3Com. Quest'ultima nell'agosto 2010 è divenuta parte di HP grazie ad un'ulteriore acquisizione.